# Eugeniusz Molczyk

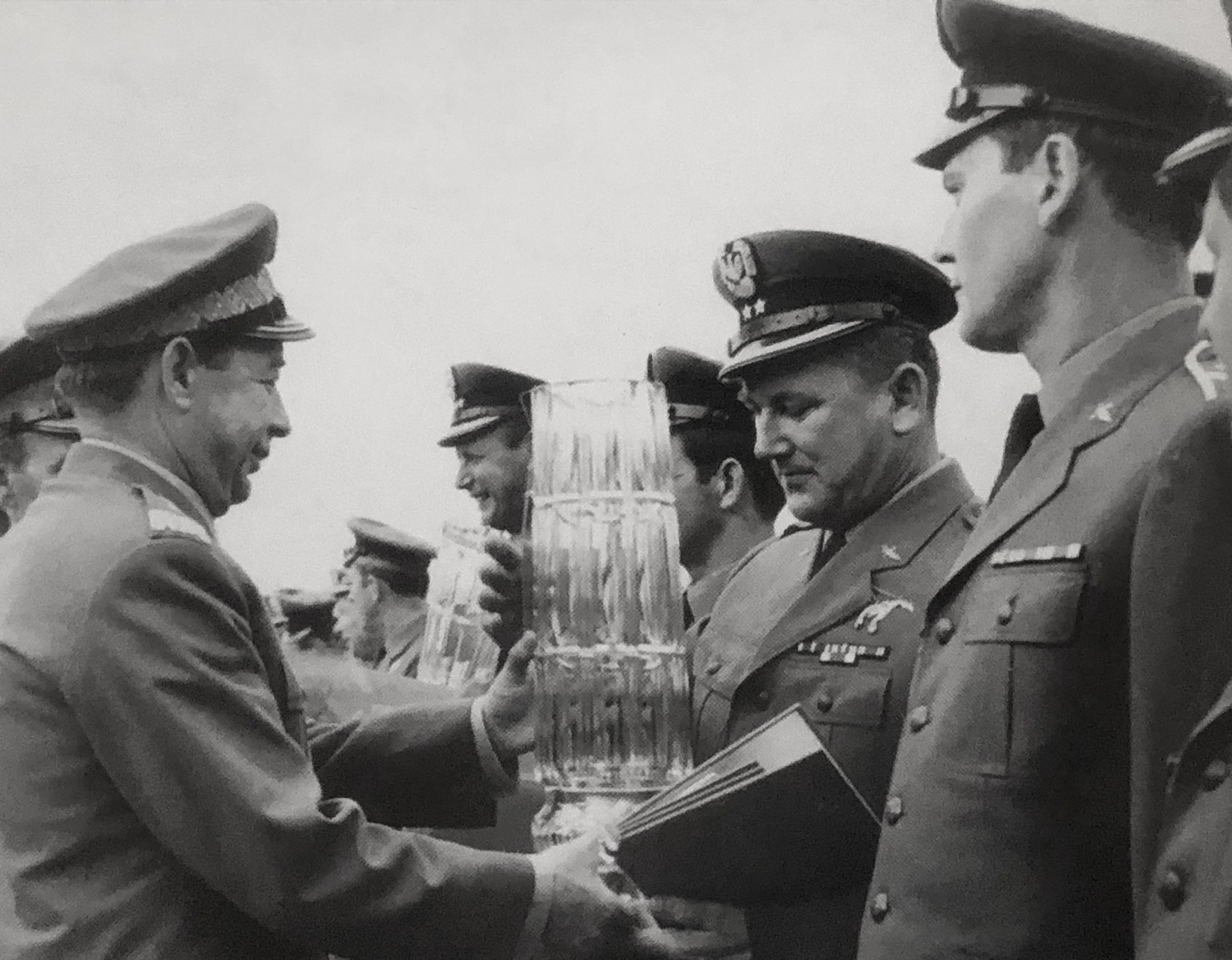
Gen. Eugeniusz Molczyk wręcza nagrodę dowódcy 6 pułku lotnictwa myśliwsko-szturmowego ppłk. pil. Leopoldowi Szargutowi za zajęcie 1. miejsca w Centralnych Taktyczno-Bojowych Zawodach Rozpoznania Powietrznego, lipiec 1973

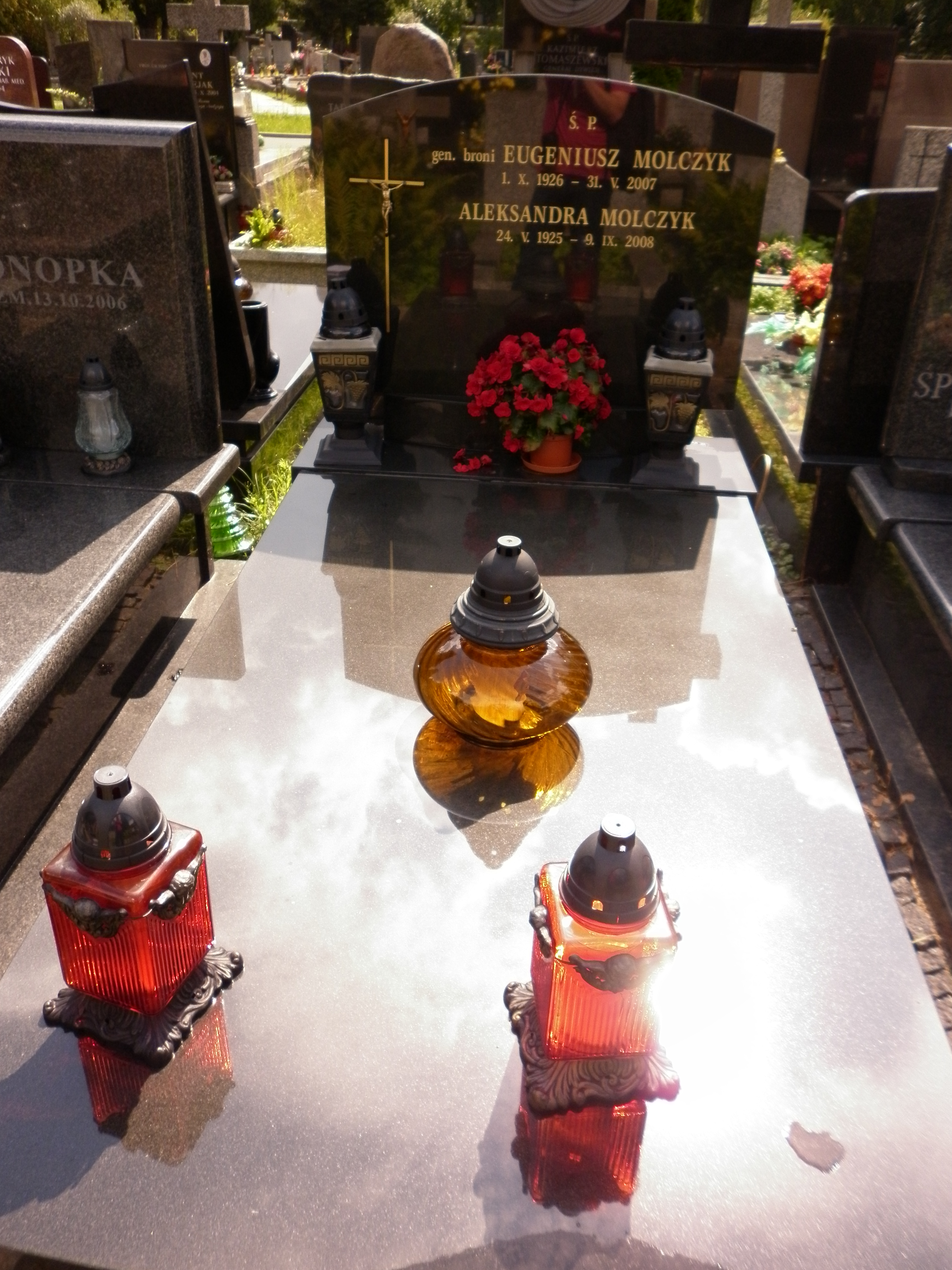
Grób Eugeniusza Molczyka i jego żony Aleksandry na Cmentarzu Wojskowym na Powązkach w Warszawie

Eugeniusz Longin Molczyk (ur. 1 października 1926 w Gostyniu, zm. 31 maja 2007 w Warszawie) – generał broni Wojska Polskiego, I zastępca szefa Sztabu Generalnego WP (1968–1971), Główny Inspektor Szkolenia WP, wiceminister obrony narodowej PRL (1972–1986), dowódca Frontu Polskiego na czas wojny, zastępca naczelnego dowódcy Zjednoczonych Sił Zbrojnych Państw Stron Układu Warszawskiego (1972–1984).

## Życiorys
Syn Józefa, podoficera zawodowego WP, i Władysławy z Pawlickich. Po agresji radzieckiej na Polskę wraz z rodziną wywieziony do Kraju Ałtajskiego.
W sierpniu 1943 wstąpił do Wojska Polskiego i został przydzielony do 4 pp. W maju 1944 ukończył szkołę podoficerską przy 3 Dywizji Piechoty. Następnie został skierowany do Szkoły Oficerskiej Czołgów im. Aleksandra I. Liziukowa w Saratowie, którą ukończył z wyróżnieniem. W grudniu 1944 rozpoczął służbę w 2 Brygadzie Pancernej jako dowódca plutonu, a później kompanii czołgów średnich. Brał udział w walkach nad Nysą, pod Budziszynem, Dreznem i czeskim Mielnikiem. Według materiałów zgromadzonych przez IPN był tajnym współpracownikiem Informacji Wojskowej pod pseudonimem „Dąbrowski”. Został zwerbowany w 1945 podczas służby w brygadzie pancernej.
Od kwietnia 1945 do lutego 1946 był dowódcą kompanii czołgów średnich. W latach 1946–1951 był słuchaczem Akademii Wojsk Pancernych i Zmechanizowanych im. Józefa Stalina w Moskwie. Po jej ukończeniu został szefem sztabu 1 Warszawskiego pułku czołgów w Elblągu. W tym samym roku powierzono mu dowództwo tego pułku. W następnym roku awansował na stanowisko szefa sztabu 16 Kaszubskiej Dywizji Zmechanizowanej w Elblągu. W okresie stalinowskim wstawiał się za żołnierzami, którym groziły represje. W 1953 objął dowództwo 20 Dywizji Zmechanizowanej w Szczecinku. Dwa lata później został przeniesiony na stanowisko dowódcy 8 Drezdeńskiej Dywizji Zmechanizowanej w Koszalinie. W październiku tego samego roku został dowódcą 1 Korpusu Pancernego w Gdańsku-Wrzeszczu. W 1956 roku, po rozformowaniu korpusu, powrócił na krótko do Koszalina na stanowisko dowódcy 8 DZ. Jeszcze tego samego roku wyznaczony został na stanowisko komendanta Fakultetu Wojsk Pancernych i Zmechanizowanych Akademii Sztabu Generalnego WP im. gen. Karola Świerczewskiego w Rembertowie. W 1957 roku został przeniesiony, w ramach akademii, na stanowisko komendanta fakultetu ogólnowojskowego. W 1959 roku objął dowództwo 16 Kaszubskiej Dywizji Pancernej w Elblągu. Na tym stanowisku, w 1960 roku, na mocy uchwały Rady Państwa PRL awansował na generała brygady. Miał wówczas trzydzieści pięć lat. W 1962 roku został szefem sztabu – zastępcą dowódcy Śląskiego Okręgu Wojskowego we Wrocławiu. 15 stycznia 1964 roku został dowódcą ŚOW. W 1966 roku awansował na generała dywizji. 10 kwietnia 1968 roku przekazał obowiązki gen. bryg. Florianowi Siwickiemu, a sam objął stanowisko I zastępcy szefa Sztabu Generalnego Wojska Polskiego. W 1971 roku został Głównym Inspektorem Szkolenia Wojska Polskiego, a w 1972 wiceministrem obrony narodowej. Obie funkcje sprawował nieprzerwanie przez 14 lat. W latach 1972–1984 był równolegle zastępcą naczelnego dowódcy Zjednoczonych Sił Zbrojnych Państw Stron Układu Warszawskiego. Od maja 1968 był zastępcą przewodniczącego Rady WF i Sportu MON. Następnie piastował funkcję przewodniczącego Rady Wychowania Fizycznego, Sportu i Turystyki MON.
W 1981 wszedł w skład Wojskowej Rady Ocalenia Narodowego (WRON), która administrowała krajem w okresie stanu wojennego. W lutym 1986 odwołany ze wszystkich stanowisk. Do czasu przeniesienia w stan spoczynku (18 marca 1988) pozostawał w dyspozycji Ministerstwa Obrony Narodowej.
W latach 1971–1986 zastępca członka Komitetu Centralnego PZPR. W 1974 roku powołany w skład Rady Naczelnej ZBoWiD.
Z ujawnionych w grudniu 2008 raportów płk. Ryszarda Kuklińskiego dla CIA wynika, że w okresie kryzysu władzy komunistycznej w Polsce w latach 1980–1981 Eugeniusz Molczyk reprezentował opcję nastawioną na siłowe starcie z „Solidarnością”.
Pochowany na cmentarzu Powązki Wojskowe w Warszawie (kwatera FII-3-8).

## Życie prywatne
Mieszkał w Warszawie. Żonaty z Aleksandrą z domu Blinową (1925-2008), jeden syn.

## Awanse generalskie
- generał brygady – 1960
- generał dywizji – 1966
- generał broni – 1 października 1974

## Ordery i odznaczenia[7]
- Krzyż Komandorski z Gwiazdą Orderu Odrodzenia Polski (1980)
- Krzyż Komandorski Orderu Odrodzenia Polski (1973)
- Order Sztandaru Pracy I klasy (1968)
- Order Sztandaru Pracy II klasy (1963)
- Order Krzyża Grunwaldu III klasy (1968)
- Krzyż Walecznych (1945)
- Złoty Krzyż Zasługi (1958)
- Srebrny Medal „Zasłużonym na Polu Chwały” (1945)
- Medal 10-lecia Polski Ludowej (1954)
- Medal 30-lecia Polski Ludowej (1974)
- Medal 40-lecia Polski Ludowej (1984)
- Medal za Odrę, Nysę, Bałtyk (1945)
- Medal Zwycięstwa i Wolności 1945
- Złoty Medal „Siły Zbrojne w Służbie Ojczyzny” (1958)
- Srebrny Medal „Siły Zbrojne w Służbie Ojczyzny”
- Brązowy Medal „Siły Zbrojne w Służbie Ojczyzny”
- Medal „Za udział w walkach o Berlin” (1969)
- Złoty Medal „Za Zasługi dla Obronności Kraju” (1973)
- Srebrny Medal „Za Zasługi dla Obronności Kraju”
- Brązowy Medal „Za Zasługi dla Obronności Kraju”
- Medal Komisji Edukacji Narodowej (1973)
- Złota Odznaka „Za Zasługi w Ochronie Porządku Publicznego”
- Złota Odznaka „Za Zasługi w Ochronie Granic PRL” (1976)
- Złota Odznaka „Za Zasługi dla Obrony Cywilnej” (1983)
- Złote Odznaczenie im. Janka Krasickiego
- Odznaka 1000-lecia Państwa Polskiego
- Honorowa Odznaka 30-lecia PPR (1972)[8]
- Złota odznaka honorowa „Za Zasługi dla Warszawy” (1977)[9]
- Odznaka „Budowniczego Wrocławia”
- Złota odznaka „Zasłużony dla Dolnego Śląska”
- Honorowa odznaka "Za zasługi dla rozwoju województwa zielonogórskiego" (1967)[10]
- Medal pamiątkowy „Zasłużonemu dla Pomorskiego Okręgu Wojskowego”
- Odznaka „Zasłużony dla Śląskiego Okręgu Wojskowego”
- Medal pamiątkowy „Za zasługi dla Warszawskiego Okręgu Wojskowego”
- Medal „Zasłużonemu dla Lotnictwa”
- Medal „Za zasługi dla Wojsk Obrony Powietrznej Kraju”
- Medal „Za Zasługi dla Marynarki Wojennej”
- Medal Sztabu Generalnego WP „Amor Patriae Suprema Lex”
- Order Lenina (ZSRR, 1968)
- Order Przyjaźni Narodów (ZSRR, 1973)
- Medal „Za zwycięstwo nad Niemcami w Wielkiej Wojnie Ojczyźnianej 1941–1945” (ZSRR, 1945)
- Medal jubileuszowy „Dwudziestolecia zwycięstwa w Wielkiej Wojnie Ojczyźnianej 1941–1945” (ZSRR)
- Odznaka „25-lecia Zwycięstwa w Wielkiej Wojnie Ojczyźnianej 1941-1945” (ZSRR, 1970)[11]
- Medal jubileuszowy „Trzydziestolecia zwycięstwa w Wielkiej Wojnie Ojczyźnianej 1941–1945” (ZSRR, 1975)
- Medal jubileuszowy „Czterdziestolecia zwycięstwa w Wielkiej Wojnie Ojczyźnianej 1941–1945” (ZSRR, 1985)
- Medal „Za umacnianie braterstwa broni” (ZSRR, 1985)
- Order Lwa Białego II klasy (Czechosłowacja, 1970)
- Medal „Za umacnianie Przyjaźni Sił Zbrojnych” III klasy (Czechosłowacja 1970)
- Medal „Za Umacnianie Przyjaźni Sił Zbrojnych” I stopnia (Czechosłowacja, 1980)
- Medal „40 lat Wyzwolenia Czechosłowacji przez Armię Radziecką” (Czechosłowacja, 1985)
- Medal „25 lat Bułgarskiej Armii Ludowej” (Bułgaria, 1969)
- Medal „30-lecia Bułgarskiej Armii Ludowej” (Bułgaria, 1974)
- Złoty Medal Braterstwa Broni (NRD, 1985)
- Order Wolności i Niepodległości I klasy (Korea Północna, 1977)
- Order Armii Ludowej z Laurowym Wieńcem (Jugosławia, 1968)
- Medal „Braterstwa Broni” (Kuba, 1983)
- Order Bojowy Czerwonego Sztandaru (Mongolia, 1977)
- Złoty Medal Braterstwa Broni (Węgry, 1985)
- Order Zasługi Wojskowej I klasy (Wietnam, 1985)